# 凹背車

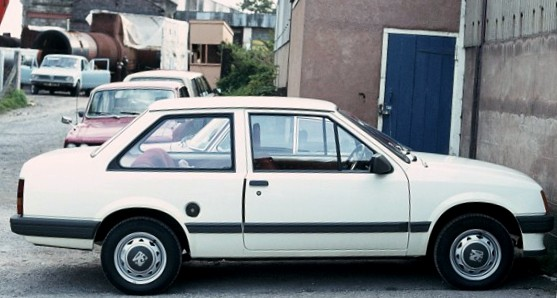
以歐寶Corsa作為三廂式凹背車的範例

凹背車（英語：notchback）或稱作折背車，乃指一種汽車之車體風格，其車頂線條自後車窗起開始垂直或傾斜下降，直到行李廂處轉為平直，故從造型看來車背是凹進去的。
在行銷上，此種車體風格也可能與轎車型出現重疊的情況，譬如1965年上市的第一代福特野馬雖然標識為硬頂雙門車型（hardtop coupè），不過「長引擎室、短車尾行李廂」的外觀（請見文後圖庫第一張）乃是1960年代緊湊型跑車的共同特徵，故它也可稱作「凹背車」。

## 概要

### 北美洲
儘管通用汽車聲稱1940年問市的凱迪拉克Sixty Special之「精簡凹背車」（streamlined notchback）風格，一直到第二次世界大戰前都廣泛地影響了車壇對於車頂與後車廂的造型設計風潮。但是真正開始流行起凹背車的時間，應該是1960年代開始。雪佛蘭旗下的雪佛蘭Vega出現了近似凹背車的外觀：雙門、窄B柱、C柱傾斜地與後車廂連接；直到1973年的產品型錄上正式使用「Vega Notchback」的名稱。美國汽車公司（American Motors Corporation，略稱為AMC）在1960年代曾以「改良快背式」（modified fastback）來稱呼一種新車體風格：許多雙門車型的車頂線條更為流暢，後車窗以後出現更多弧形；同時許多四門車型的車頂也更為挺拔；該「改良快背式」車體的代表作為美國汽車Ambassador。
1970年奧斯摩比推出的Cutlass Supreme雙門硬頂外型被該公司稱為「正式車頂」（formal roof），事實上亦是凹背車型。自1980年代起，該市場又吹起短後車廂、折背的車身設計風潮，不論是緊湊型或中型的雙門或四門轎車。舉例來說，福特LTD Crown Victoria或者通用汽車以C、G、N等平臺開發的各車款等，皆是此種車身設計的代表作。

### 國際

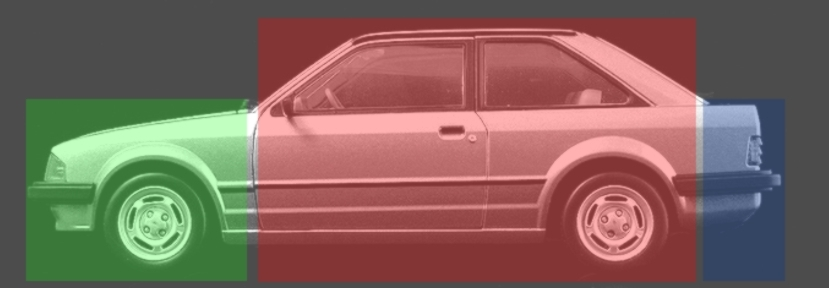
第三代福特Escort即為凹背車身設計

「notchback」這個詞彙在英式英語裡變得流行，跟1980年於歐洲上市的第三代福特Escort（亦即臺灣福特六和於1981年推出的福特全壘打）及1982年的福特Sierra有很大的關係，因為這兩個車款皆自後車窗起開始傾斜，卻都有線條明確的車尾。

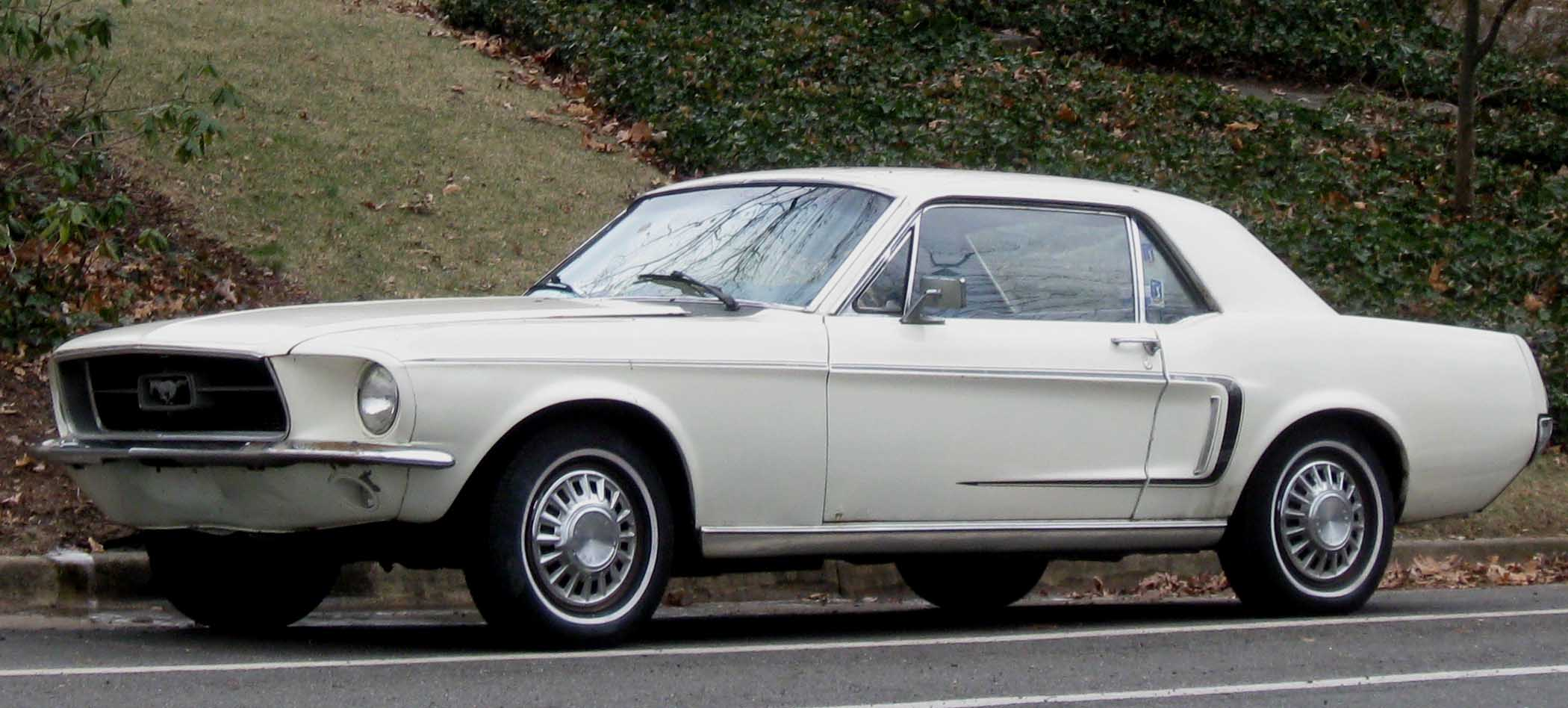
1965年第一代福特野馬
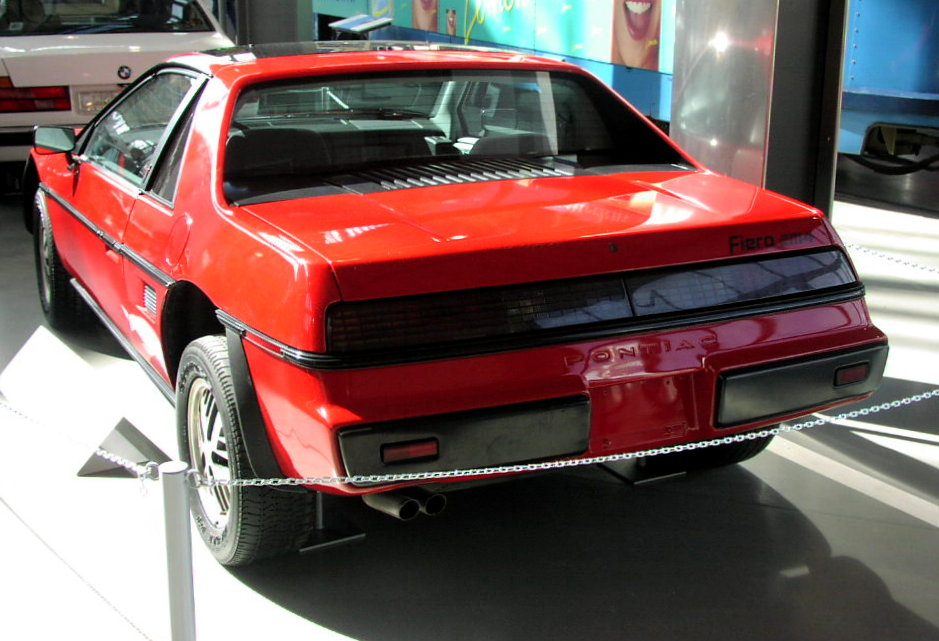
1984年龐蒂克Fiero
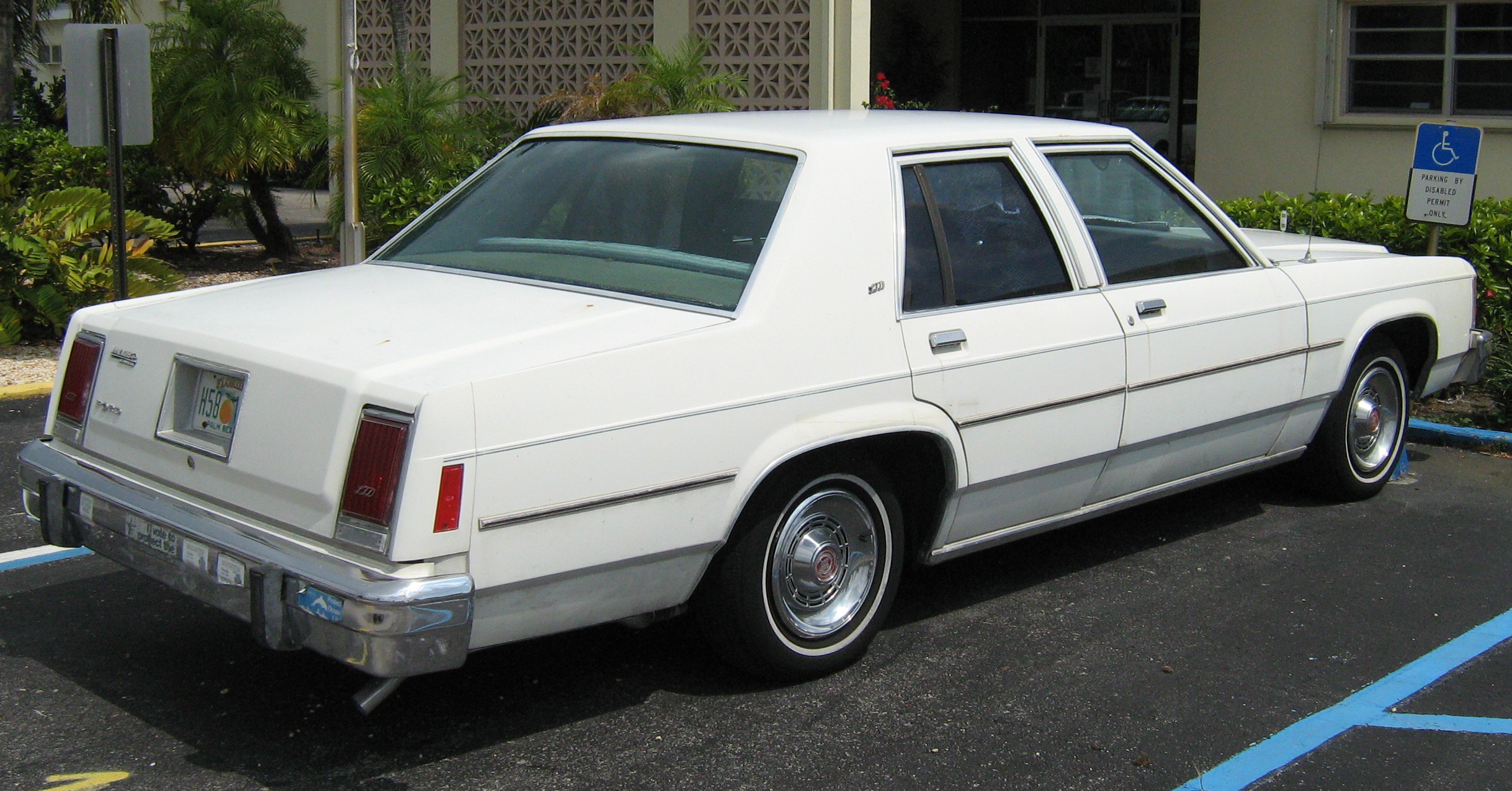
1983年福特LTD Crown Victoria
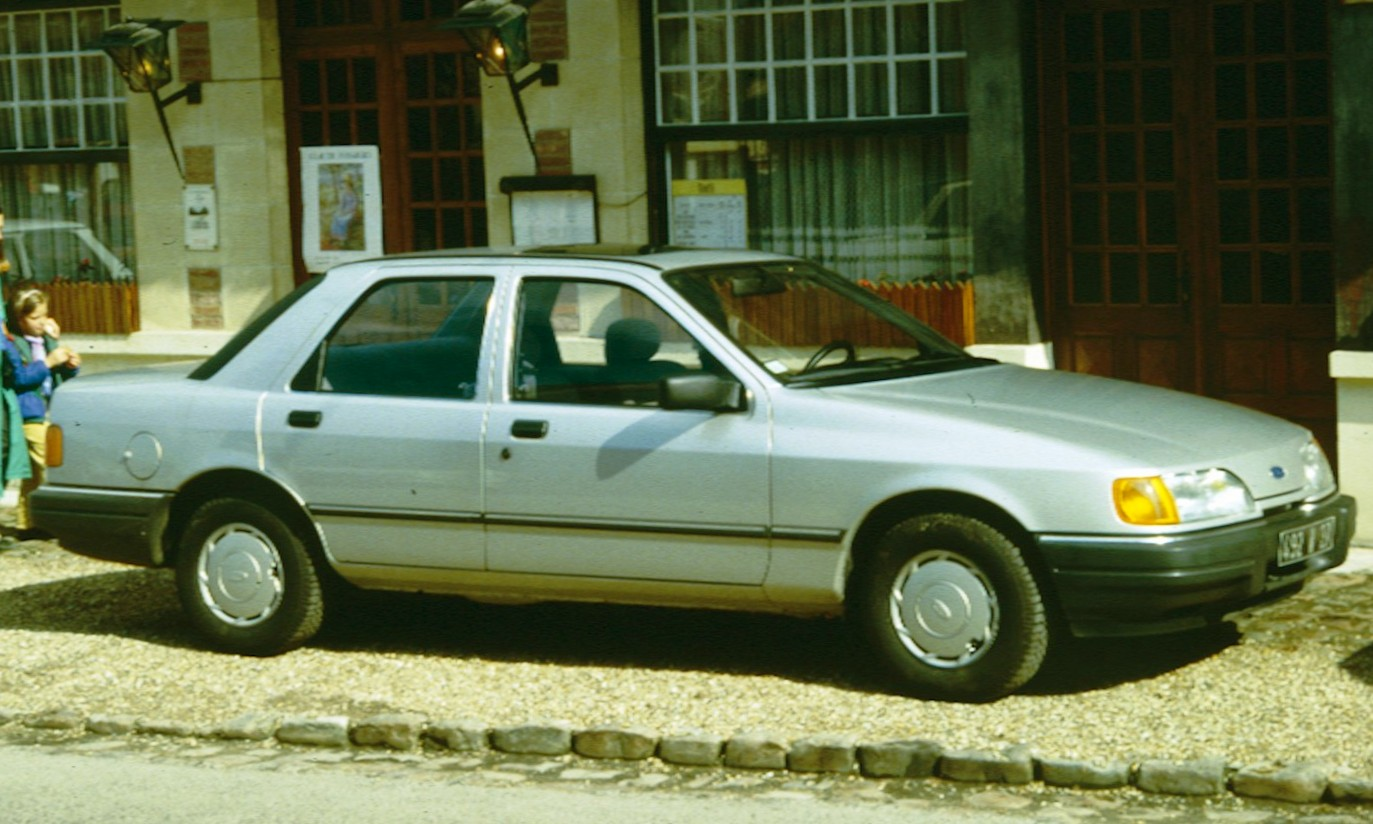
1988年福特Sierra